# ダラス神学校
ダラス神学校（ダラスしんがこっこう、Dallas Theological Seminary）は、アメリカ合衆国テキサス州ダラスにある福音主義の神学校。ディスペンセーション主義を広めた神学校として知られている。多数の有名な神学者を輩出している。

## 沿革
- 1924年　福音主義神学大学として、L・S・シェイファー（英語版）により設立された。最初は、13名の生徒を教えた。講解説教を教える神学校で、最初の四年制の神学大学であった。神学修士を修めることができた。
- 1926年　現在の所在地に移転する。
- 1927年　神学博士コースが始められる。
- 1934年　季刊の機関紙Bibliotheca Sacraが発行される。
- 1952年　初代学長L・S・シェイファーが現職のまま死去する。卒業生のジョン・F・ウォルヴールド（英語版）が学長になる。
- 1974年　キリスト教教育の二年の修士コースを設ける。
- 1986年　ジョン・F・ウォルヴールドが学長を引退する。
- 1986年　ドナルド・K・カンベルが学長になる。三年制の聖書的カウンセリングと二年生の聖書釈義と言語学の修士コースを設ける。
- 1994年　チャック・スウィンドル（英語版）が学長になる。2001年以降は顧問になる。
- 2001年　マーク・ベイリーが学長になる。

## 卒業生
- ダビデ・マーチン
- 高木慶太